# Metoecis carnifex
Metoecis carnifex is een vlinder uit de familie snuitmotten (Pyralidae). De wetenschappelijke naam van deze soort is voor het eerst geldig gepubliceerd in 1855 door Coquerel.
De soort komt voor in tropisch Afrika.